# Austrocalais
Austrocalais là một chi bọ cánh cứng trong họ 
Elateridae.
Chi này được miêu tả khoa học năm 1967 bởi Neboiss.

## Các loài
Các loài trong chi này gồm:
- Austrocalais aquilonaris Neboiss, 1967
- Austrocalais pogonodes Neboiss, 1967